# Gare d’Amboise
Gare d’Amboise (wym. [gaɾə dɑ̃bwazə]) – stacja kolejowa w Amboise, w departamencie Indre i Loara, w Regionie Centralnym, we Francji.
Jest stacją Société nationale des chemins de fer français (SNCF), obsługiwaną przez pociągi Intercités, Interloire i TER Centre.